# Datotečni sustav
Datotečni sustav tip je pohranjivanja i organiziranja računalnih datoteka na medij za pohranu podataka. Danas su funkcije datotečnih sustava dio jezgre operacijskih sustava. Prilikom instalacije operacijskog sustava najčešće se može odrediti koji ćemo datotečni sustav rabiti kao osnovni na nekom računalu, no na više vanjskih medija dostupnih nekome računalu moguće je rabiti više datotečnih sustava.

## Češći datotečni sustavi
- FAT - rabio se u vrijeme DOS-a na PC kompatibilnim računalima (baziranim na 8086 procesoru), nasljednik mu je vfat ili FAT32
- NTFS - datotečni sustav u porabi na višezadaćnim inačicama Microsoft Windows operacijskog sustava (npr. NT4.0, 2000, XP)
- ext2 - Linux datotečni sustav
- ext3 - novija inačica, u odnosu na ext2 dodan je dnevnički sustav, tj. rabi se evidencija radnji koje treba izvršiti na vanjskom mediju prije samog izvođenja
- ext4 - trenutačno najnovija inačica, podržava diskove veličine 1 egzabajta
- HFS Plus - Mac OS X datotečni sustav

## Dopuštenja pristupa datotekama datotečnog sustava
Dopuštenja datotečnog sustava mogu biti krajnje jednostavna, npr. MS-DOS i njemu srodni PC-DOS i FreeDOS skoro da nisu imali nikakva dopuštenja, jer u to vrijeme različiti korisnici računala ionako nisu morali upisivati zaporke da bi mogli rabiti računalo, uključili bi ga u struju i ono bi radilo, te bi svaki korisnik računala imao pristup svim datotekama. Jedan od uzroka je taj što u vrijeme ranih operacijskih sustava tvrdi diskovi nisu bili rašireni, pa je svaki korisnik računala nosio svoje podatke na svojim disketama sa sobom.
Datoteke na tim prvim sustavima (DOS) imale su osnovna četiri atributa (rhsa):
- samo za čitanje (read only)
- sakrivena (hidden)
- datoteka sustava (system)
- arhiva (archive)

Npr. na disketama s MSDOS operacijskim sustavom datoteke AUTOEXEC.BAT, CONFIG.SYS i COMMAND.COM su sve bile vidljive, dok su datoteke MSDOS.SYS i IO.SYS bile sakrivene (hidden atribut je bio postavljen).
Noviji, višekorisnički operacijski sustavi poput Unixa uvode složenija prava pristupa gdje se točno zna npr. tko smije vidjeti da datoteka postoji (onaj tko smije vidjeti sadržaj direktorija), tko smije pokrenuti datoteku (ako je izvršna), tko smije vidjeti sadržaj datoteke te na kraju - tko je smije promijeniti.